# José Javier Etayo Miqueo
José Javier Etayo Miqueo (Pamplona, 28 de març de 1926 - Madrid, 11 de setembre de 2012) va ser un matemàtic navarrès, tresorer i secretari general de la Reial Acadèmia de Ciències Exactes, Físiques i Naturals

## Biografia
El 1950 es llicencià en matemàtiques a la Universitat de Saragossa amb premi extraordinari, i el 1959 s'hi doctorà a la Universitat Complutense de Madrid, també amb premi extraordinari. El 1961 va obtenir la càtedra de geometria diferencial de la Universitat de Saragossa, i el 1963 de la Universitat Complutense de Madrid, de la qual va ser Professor Emèrit. El mateix any fou nomenat acadèmic corresponent de la Secció d'Exactes de l'Acadèmia de Ciències de Saragossa i membre del Patronat Alfonso el Sabio del CSIC. De 1964 a 1984 fou vicedirector de l'Instituto Jorge Juan de Matemáticas del CSIC.
De 1965 a 1969 fou cap del Departament de Matemàtiques de l'Escola de Formació del Professorat de Grau Mitjà i de 1971 a 1975 vicedegà de la Facultat de Ciències de la Universitat Complutense de Madrid. Membre de la Reial Societat Matemàtica Espanyola, en fou vicepresident de 1960 a 1976 i president de 1976 a 1982. De 1970 a 1985 fou membre del Comitè Espanyol de la Unió Internacional de Matemàtiques (IMO).
El 1981 fou escollit acadèmic de la Reial Acadèmia de Ciències Exactes, Físiques i Naturals. en va prendre possessió el 1983 amb el discurs Pequeña historia de las conexiones geométricas. De 1983 a 1992 en fou tresorer i de 1992 a 2008 Secretari General. De 1986 a 1988 també fou president de la Sociedad Puig Adam de Matemáticas.

## Obres
- Enseñanza de las matemáticas en la educación secundaria[Enllaç no actiu] amb Víctor García Hoz. Madrid : Rialp, D.L. 1995. ISBN 84-321-3068-0
- Conceptos y métodos de la matemática moderna Barcelona : Vicens-Vives, 1975. ISBN 84-316-1268-1